# Urban exploration

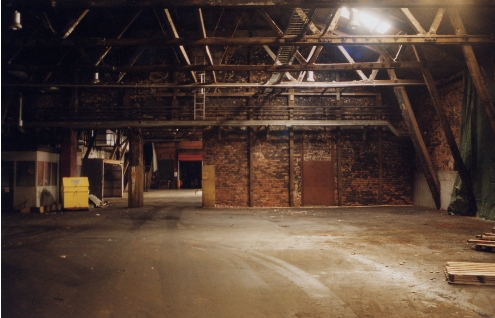
Nedlagd industri i Ljungaverk 2001.

Urban exploration (urbex eller UE) är utforskandet av urbana miljöer, ofta platser som man normalt inte besöker, exempelvis nedlagda industrier eller underjordiska system.

## Utövande
Syftet med UE beskrivs ofta som att få uppleva något utöver det vanliga och vardagliga. Man utforskar av människan byggda men övergivna och stängda miljöer, ofta oavsett om det är tillåtet eller inte.
Det finns inom vissa delar av UE en hederskodex att om man behöver forcera en dörr eller ett lås ska det göras så omärkligt som möjligt, både av hänsyn till ägaren, byggnaden och till andra upptäckare. Det är vanligt att man inte publicerar platser offentligt, på grund av förstörelse och klotter. Det är dock inte alla som håller sig till denna hederskodex. Typiska besöksmål för UE är övergivna byggnader, fabriker, bergrum, tunnelsystem och liknande som inte längre anses ha något ekonomiskt värde, men man utforskar även icke övergivna verksamheter som till exempel tunnelbanesystem och militära anläggningar. Genom att fråga äldre personer i lokalbefolkningen kan upptäckarna hitta besöksmålen och även få tips om var ingångarna befinner sig.
Många UE-utövare fotograferar de miljöer de tar sig till och lägger upp bilderna på Internet, vilket bidrar till att inspirera andra grupper av UE-utövare. UE innebär olika risker, både fysisk fara och möjlighet till gripande och straff och de flesta UE-utövare är noga med anonymiteten på bilderna och uppträder (om de själva är med på bilderna) ofta maskerade.
Urban exploration skall inte förväxlas med industriell arkeologi, som handlar om vetenskaplig forskning i gamla byggnader. Utövare av sådan tar vanligen avstånd från UE eftersom UE ofta inte är laglig.

## Säkerhet
Många gamla övergivna platser innehåller faror som bland annat instabila strukturer, ras, osäkra golv, asbest, kolmonoxid, koldioxid och i vissa fall utsatta elledningar.
Asbest är en långsiktig hälsorisk för urbana utforskare, tillsammans med inandning av bland annat föroreningar från mögel, döda djur, avföring och andra hälso- och miljöfarliga rester. De som utövar UE, använder ofta andningsskydd för att minska denna fara. Många öde platser används ibland av missbrukare, vilket oftast lämnar kvar trasigt glas och använda kanyler.
Det händer att utövare skadar sig och i vissa fall omkommer under utövandet. Olycksorsaker är t.ex. höga höjder, vassa föremål, strömkablar och ras.

## Juridiska aspekter
Att utöva UE innebär i många fall att upptäckaren gör sig skyldig till brott, till exempel olaga intrång och skadegörelse. Skadegörelse är inte en nödvändig följd av UE som sådant men används ibland av utövarna för att ta sig in på svåråtkomliga platser. De som avsiktligt (och enbart för att) vandaliserar är ökända i mer seriösa UE-kretsar eftersom det ingår i utövandet att lämna objektet så orört som möjligt för de som kommer nästa gång.
Om intrång sker på en militär anläggning kan brottsrubriceringen komma att utökas, eftersom det då kan röra sig om intrång på ett skyddsobjekt.

## Urban exploration i Sverige
I Sverige är UE-kulturen mestadels centrerad kring orter med större underjordiska system. I Stockholm har det särskilt handlat om Stockholms tunnelbanenät. I och med att detta blivit utforskat och/eller mer svåråtkomligt genom att UE-verksamheten har lett till att ägare i större utsträckning har spärrat av sina byggnader, har upptäckarna sökt sig till mindre bruksorter. Övergivna militärinstallationer och nerlagda sjukhus är populära mål. Även ödehus, både fabriker och bostadshus, är väldigt populärt i Sverige.

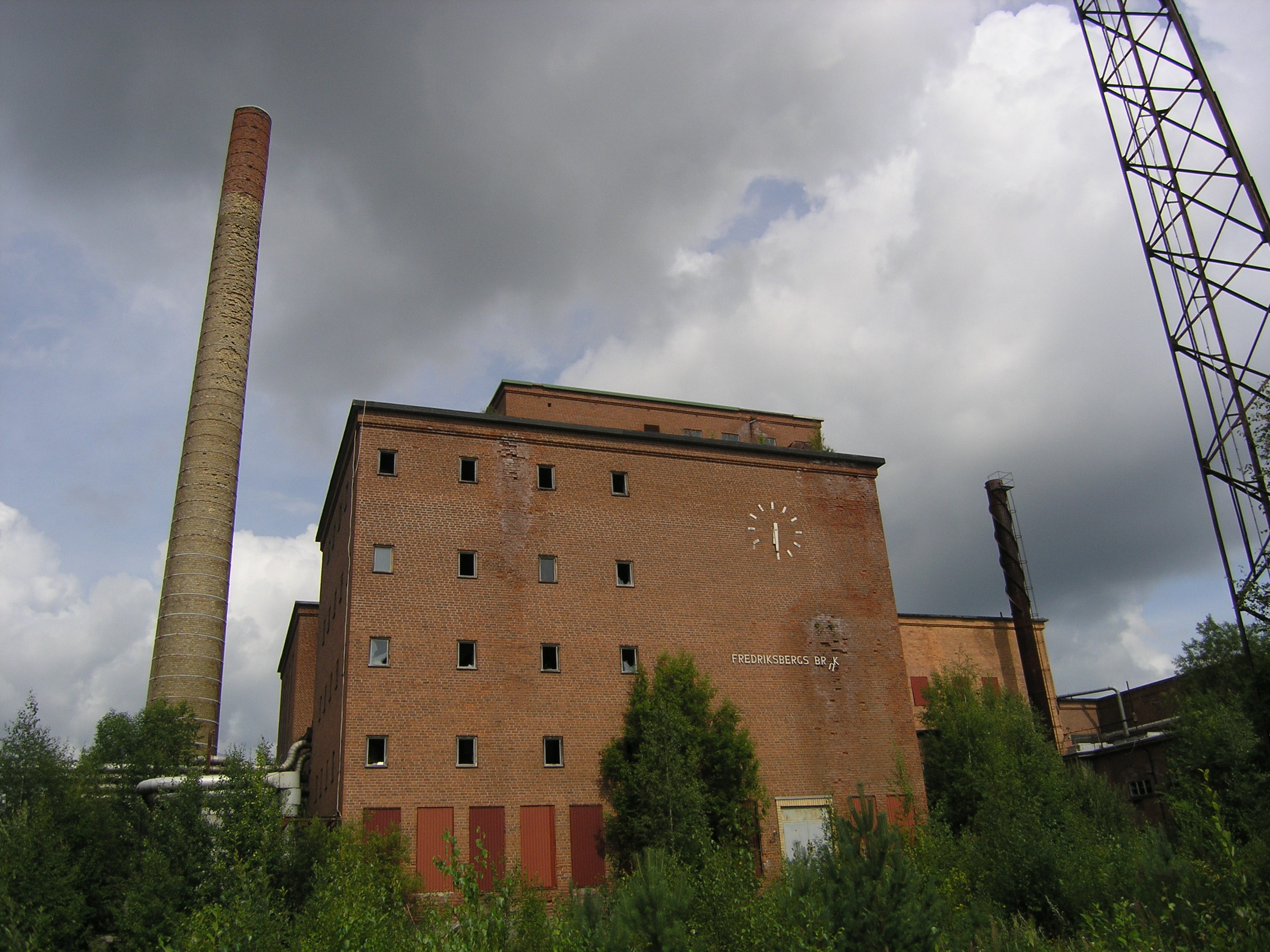
Det före detta pappersbruket i Annefors år 2007. Västra Fredriksberg har blivit ett populärt mål för Urban exploration.

Fredriksberg i Dalarna har också blivit ett populärt resmål för Urban Exploration, då orten likt få andra har en stadsbild så präglad av modernhistoriska industrinedläggningar och därpå följande befolkningsminskning. Urban Explorations frontfigur Jan Jörnmark har ingående beskrivit Fredriksberg i ord och bild, både på hemsidan och i boken Övergivna Platser, vilket har bidragit till populariteten.

## Vanliga besöksmål
- Övergivna byggnader, till exempel fabriker och ödehus
- Bortglömda städer och områden
- Sjukhus
- Hotell
- Nöjesparker
- Tunnelsystem, till exempel tunnelbanor, gemensamhetstunnlar och kulvertar.
- Kloaker; dagvattentunnlar och avloppssystem
- Militära anläggningar och områden
- Bergrum
- Grottor eller gruvor
- Skyddsrum
- Radiomaster (mobilmaster), skorstenar, vindkraftverk eller högspänningsledningar.